# 弗里薩爾峰
46°47′56″N 8°57′30″E / 46.79885°N 8.95831°E
弗里薩爾峰（Piz Frisal），是瑞士的山峰，位於該國東南部，由格勞賓登州負責管轄，屬於格拉魯斯山的一部分，處於伯爾尼以東120公里，海拔高度3,291米。